# Daiki Kaneko
Daiki Kaneko (金子 大毅 Kaneko Daiki?, Setagaya, Tokio, 28 de agosto de 1998) es un futbolista japonés que juega como centrocampista en el Júbilo Iwata de la J2 League.

## Trayectoria

### Clubes
| Club                       | País  | Año       |
| -------------------------- | ----- | --------- |
| Shonan Bellmare            | Japón | 2018-2020 |
| Urawa Red Diamonds         | Japón | 2021-2022 |
| Kyoto Sanga F. C. (cedido) | Japón | 2022      |
| Kyoto Sanga F. C.          | Japón | 2023-2024 |
| Júbilo Iwata               | Japón | 2025-     |

## Palmarés

### Títulos nacionales
| Título             | Club               | País  | Año  |
| ------------------ | ------------------ | ----- | ---- |
| Copa J. League     | Shonan Bellmare    | Japón | 2018 |
| Copa del Emperador | Urawa Red Diamonds | Japón | 2021 |